# Sión Cóhen
Sión Ernesto Cóhen Cattán (Chitré, Herrera, 30 de noviembre de 1934) es un exluchador panameño. Compitió en el peso semipesado estilo libre masculino en los Juegos Olímpicos de Verano de 1964.

## Biografía
Compitió en los Juegos Olímpicos de Tokio 1964, donde obtuvo el decimocuarto lugar en la categoría de hasta 97 kg. Medallista de bronce de los Juegos Panamericanos de 1963. Ganador de los IX Juegos Centroamericanos y del Caribe; el segundo lugar en los X Juegos Centroamericanos y del Caribe. Ganador de la medalla de plata de los Juegos Bolivarianos de 1965. el 23 de abril de 2024 fue inaugurado un gimnasio que lleva su nombre.